# Teste de campo aberto
O teste de campo aberto é um teste experimental desenvolvido por Calvin S. Hall usado para avaliar, em pesquisas científicas, os níveis gerais de atividade locomotora, ansiedade e motivação para explorar em animais (geralmente roedores). No entanto, até que ponto o comportamento em campo aberto mede a ansiedade é controverso. O teste de campo aberto pode ser usado para avaliar a memória através da capacidade do animal de reconhecer um estímulo ou objeto. Outro teste em animais que é usado para avaliar a memória usando o mesmo conceito é o teste de reconhecimento de novos objetos.

## Conceito
Animais como ratos e camundongos exibem uma aversão natural a áreas abertas bem-iluminadas. Por outro lado, eles também têm um impulso para explorar um estímulo percebido como ameaçador. A diminuição dos níveis de ansiedade leva ao aumento do comportamento exploratório. O aumento da ansiedade, em contrapartida, resultará em menos locomoção e preferência por ficar perto das paredes do campo (tigmotaxia).

## Desenho experimental

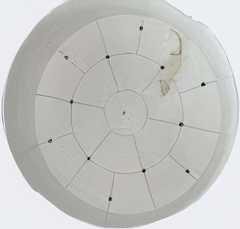
Um campo aberto circular com linhas de grade

O campo aberto é uma arena com paredes para evitar fugas. Comumente, o campo é marcado com uma grade e cruzamentos quadrados. O centro do campo pode ser marcado com uma cor diferente para diferenciá-lo das demais áreas. Nos aparelhos de campo aberto modernos, feixes infravermelhos ou câmeras de vídeo com um software associado podem ser usados para automatizar o processo de captura e análise de dados.

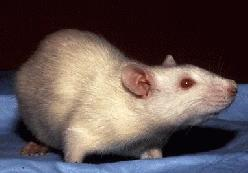
Rato albino em postura de estiramento corporal

Os padrões comportamentais medidos no teste de campo aberto incluem:
- Cruzamentos das linhas – Frequência com que o roedor cruza linhas de grade com todas as quatro patas (uma medida da atividade locomotora), às vezes dividida em atividade perto da parede e atividade no centro.
- Entradas na área central – Frequência com que o animal entra na área central com as quatro patas.
- Duração na área central – Duração do tempo gasto na área central.
- Empinamento (rearing) – Frequência com que o roedor se sustenta apenas sobre as patas traseiras no campo. O comportamento de empinamento em que as patas dianteiras do animal não são apoiadas e o comportamento semelhante em que as patas dianteiras são apoiadas contra as paredes do aparato têm diferentes mecanismos genéticos e neurais subjacentes, com o primeiro sendo uma medida mais direta de ansiedade.[10][5][4]

- Postura de estiramento corporal (stretch-attend posture) – Frequência com que o roedor demonstrou alongamento da cabeça e dos ombros seguido de retração para a posição original. Uma alta frequência indica altos níveis de ansiedade.
- Defecação e micção – A frequência de defecação e micção é controversa. Alguns cientistas argumentam que o aumento na defecação mostra aumento da ansiedade. Outros cientistas discordam e afirmam que a defecação e a micção mostram sinais de emotividade, mas não devem ser considerados necessariamente como ansiedade.

## Críticas
Quando o teste foi desenvolvido pela primeira vez, ele havia sido validado farmacologicamente através do uso de benzodiazepínicos, uma classe de medicamentos comumente usada no tratamento da ansiedade. No entanto, fármacos mais recentes, como agonistas parciais de 5-HT1A e inibidores seletivos de recaptação de serotonina, que também comprovadamente tratam a ansiedade, mostram resultados inconsistentes nesse teste.
Devido à natureza idiopática da ansiedade, os modelos animais apresentam falhas que não podem ser controladas. Por isso, é melhor que o teste de campo aberto seja feito em conjunto com outros testes, como o labirinto em cruz elevado e o teste da caixa claro-escuro.
Diferentes resultados podem ser obtidos dependendo da linhagem do animal. Além disso, diferentes equipamentos e marcações no campo podem causar resultados divergentes.